# مدرنیته رفتاری
| تقسیم‌بندی سه‌گانه اعصار |                         |           |          |
| عصر تاریخی             |                         |           |          |
| دوره لا تن             | دوره لا تن              |           | نیاتاریخ |
| دوره هالشتات           |                         |           | نیاتاریخ |
| عصر آهن                |                         |           | نیاتاریخ |
| پسین                   |                         |           | نیاتاریخ |
| میانه                  |                         |           | نیاتاریخ |
| پیشین                  |                         |           | نیاتاریخ |
| عصر برنز               |                         |           | نیاتاریخ |
| دوران نوسنگی           | عصر مس                  |           | نیاتاریخ |
| دوران نوسنگی           | نوسنگی با سفال          | پیشاتاریخ |          |
| دوران نوسنگی           | نوسنگی پیش از سفال ب    | پیشاتاریخ |          |
| دوران نوسنگی           | نوسنگی پیش از سفال آ    | پیشاتاریخ |          |
| میان‌سنگی               | میان‌سنگی، فراپارینه‌سنگی | پیشاتاریخ |          |
| پارینه‌سنگی             | پسین                    | پیشاتاریخ |          |
| پارینه‌سنگی             | میانه                   | پیشاتاریخ |          |
| پارینه‌سنگی             | پیشین                   | پیشاتاریخ |          |
| عصر سنگ                |                         | پیشاتاریخ |          |

مدرنیته رفتاری یا جهش بزرگ رو به جلو فرضیه‌ای در باستان‌شناسی و انسان‌شناسی که بر اساس آن حدود ۴۰ هزار تا ۵۰ هزار سال پیش، در ابتدای دوره پارینه‌سنگی پسین، انسان خردمند کنونی از انسان خردمند باستانی و دیگر انسان‌تباران به جهت رفتاری متمایز شد.
هرچند درستی این ایده مورد بحث می‌باشد، اما اغلب دانشمندان معتقدند که مدرنیته رفتاری شامل ویژگی‌هایی نظیر تفکر انتزاعی، نمادسازی، هنر، برنامه‌ریزی، بازی و ساخت تیغه‌های سنگی و استخوانی بوده‌است.

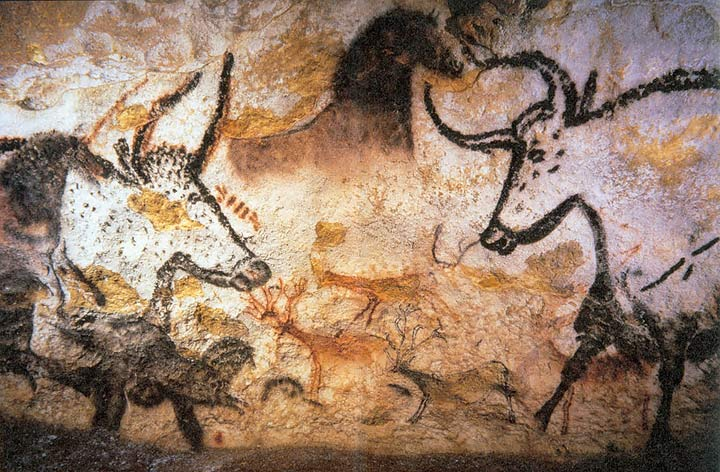
آئوروچ‌ها، اسب‌ها و گوزن‌ها توسط انسان خردمند روی یک غار نقاشی شده‌اند.